# Dhutanga

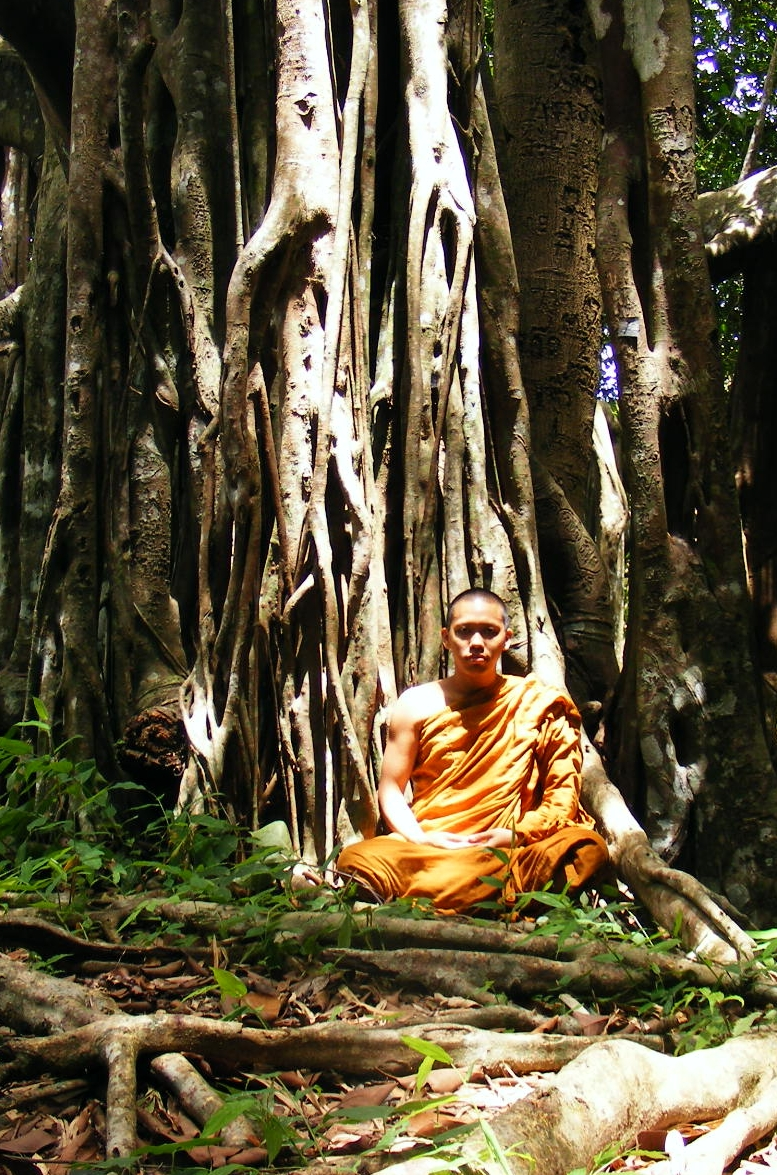
A dhutangát úgy is nevezik, "fa alatt élő hajlék vagy tető nélküli" (páli: rukkhamulik'anga).

A dhutanga (páli dhutaṅga, szingaléz: ධුතාඞ්ග) vagy dhútaguna (szanszkrit) bizonyos buddhista aszkéta gyakorlatok megnevezése, illetve az ezeket a gyakorlatokat végző szerzetesek elnevezése. A théraváda hagyományokban tizenhárom dhutanga szerepel, a mahájána buddhista forrásokban tizenkettő dhútaguna található. A kifejezés a dhu (rázni) gyökérből származik, amely azt jelentheti, hogy segít lerázni a tudatot elhomályosító tudati tényezőket (klésák). A dhutanga gyakorlatok célja, hogy segítse a gyakorlót eltávolodni az anyagi dolgoktól való ragaszkodástól, beleértve az emberi testet is. A dhutanga gyakorlatok a buddhista szerzetesek számára nem kötelező, a buddhista etikának nem része (lásd még: vinaja).

## Théraváda buddhizmus
A Páli Kánonban csak az aszkéta gyakorlatok nevei szerepelnek. A Buddhagósza buddhista szerzetes és tudós által az 5. században írt Viszuddhimagga, a Tipitaka egyik magyarázószövege, az egyetlen olyan hely a théraváda irodalomban, ahol a dhutangák jellemzése szerepel. Ő ad egy egész fejezetes, részletes gyakorlati leírást a dhutangákról, amelyekkel a tudat megtisztítható.

### A tizenhárom dhutanga
A Viszuddhimagga a következő gyakorlatokat sorolja fel:
A Buddha az aszkéta gyakorlatok tizenhárom fajtáját engedélyezte:
1. ruha elutasításának gyakorlata (pamszukulik'anga) — elnyűtt vagy eldobott ruhákból készült ruhadarabok viselése, és a háztulajdonosok által felajánlott kész ruhadarabok el nem fogadása.
2. három ruhadarab viselésének gyakorlata (técsivarik'anga) — csak és kizárólag három ruhadarab birtoklása és viselése.
3. felajánlott étel evésének gyakorlata (pindapatik'anga) — csak az ételadományból szerzett étel fogyasztása, miközben a vihárában nem fogadni el további ételt, amit világi ember kínál.
4. házról házra járás gyakorlata (szapadanik'anga) — nem hagyni ki házat, miközben ételadományért megy a háztulajdonosok közé, például csak a gazdagokhoz járni, vagy egyéb személyes okokból, stb.
5. egyszeri étkezés gyakorlata (ékaszanik'anga) — naponta egyszer étkezni és elutasítani minden egyéb felajánlott ételt (a betegség kivételt jelent).
6. szilkéből evés gyakorlata (pattapindik'anga) — saját szilkéből enni, amelyben az étel összekeveredik, külön tányérról való táplálkozás helyett.
7. későbbi étel elutasításának gyakorlata (khalu-paccsha-bhattik'anga) — az étkezés befejezése után újbóli ételt nem fogadni el, még akkor sem, ha a világi emberek további ételt szeretnének felajánlani.
8. erdei életmód gyakorlata (Arannyik'anga) — nem lakni településen, helyette távoli, elhagyott helyeken való életmód.
9. fatörzs tövénél való életmód gyakorlata (rukkhamulik'anga) — fa alatt élni fedél vagy tető nélkül.
10. szabad ég alatt való életmód gyakorlata (abbhókaszik'anga) — tetőfedélről való lemondás, esetlegesen rongyból készült sátor használata.
11. temetői életmód gyakorlata (szuszanik'anga) — temetőben vagy annak közelében élni (a specifikus halál meditáció és elmélyedés céljából)
12. ágyról való lemondás gyakorlata (yatha-szanthatik'anga) — bármilyen alvóhely elfogadása alvás céljából.
13. az ülés gyakorlata (nészaddzsik'anga) — három testtartásra szorítkozni: ülés, állás, menés.

## Mahájána források
Egyes mahájána források, mint például a Szamádhirádzsa-szútra és a Dasabhúmika-szútra, valamint Santidéva, 8. századi indiai buddhista tanítómester tanításában szerepel a tizenkét dhútaguna gyakorlata a bódhiszattva ösvény fontos részeként. The Dharma-saṃgraha lists the following:
1. paiṇḍapátika: (enni csak) ételadományt,
2. traicsívarika: (viselni csak) három ruhadarabot,
3. khalupascsádbhaktika: nem (elfogadni többet) evés elkezdése után,
4. naisadjika: nem feküdni le,
5. jathászansztarika: az ágy annak megfelelően (bármit ajánlanak fel),
6. vriksamúlika: (élőhely) egy fa gyökerénél,
7. ékászanika: (evés) egyszerre egy ültőhelyben,
8. ábhjavakásika: (életmód) üres helyen,
9. áranjaka: (élettér) vadonban,
10. smásánika: (élni) temetőben,
11. pámsúkúlika: (viselni) csak használt anyagokból,
12. námatika: (viselni) nemez anyagú ruhadarabokat.

A Szamádhirádzsa-szútra felsorolja a dhútaguna gyakorlatokból származó előnyöket:
Mentes a "csaló és álnok beszédtől. Nem magasztalja fel magát; és nem szidalmaz (vagy gyaláz) másokat. Megfordul más világi emberek házában, indokolatlan barátiság és undor nélkül. Érdektelen szellemben hirdeti a Tant (szó szerint: "a dharma ajándékát adja"). Vallási tanítása hatásos.

## Neves gyakorlók
1. Mahákásszapa théra (neves dhutanga gyakorló)
2. Száriputta théra (a Buddha egyik legkiválóbb tanítványa, szintén dhutanga gyakorló)
3. Khadiravanija Révata Théra
4. Bakkula Théra
5. Moghradzsa Théra
6. Nalaka Théra

### Mahákásszapa Théra
Mahákásszapa Buddha egyik legkiválóbb tanítványa volt, aki az egyik legszigorúbb aszkéta gyakorlatokat (páli nyelven: dhutavādānaṃ) folytatta. A Buddha méltatta, hogy felvett tizenhárom aszkéta gyakorlatot és kilenc nap alatt megvilágosodott (elérte az arahat szintet). Különleges természetfeletti képességekre tett szert és a Buddhával egyenrangú szinten volt képes a meditatív elmélyedésben időzni (páli: dzsána; szanszkrit: dhjána). Hatalmas tűrőképességgel jellemezték, aki az élet legapróbb szükségleteivel elégedett volt.
Úgy tartják, hogy Mahákásszapa vette át a szangha irányítását a Buddha paranibbánája (halála) után. Több poszt-kanonikus szövegben szerepel, hogy élete végén Mahákasszapa mély meditációs állapotban időzött, amely által a halála után a teste érintetlen állapotban maradt egy barlangban, és egészen Maitréja Buddha eljöveteléig ott marad.